# Памятник И. А. Докукину
Памятник И. А. Докукину — памятник Герою Советского Союза Ивану Докукину в городе Зверево, Ростовской области.
Памятник представляет собой установленный на постаменте военный самолёт, выполненный по макету спортивного «Як-52». Самолёт изготовлен на Шахтинском авиаремонтном заводе. Монтажные работы по созданию памятника были завершены в апреле 2010 года в канун празднования 65-летия Великой Победы.

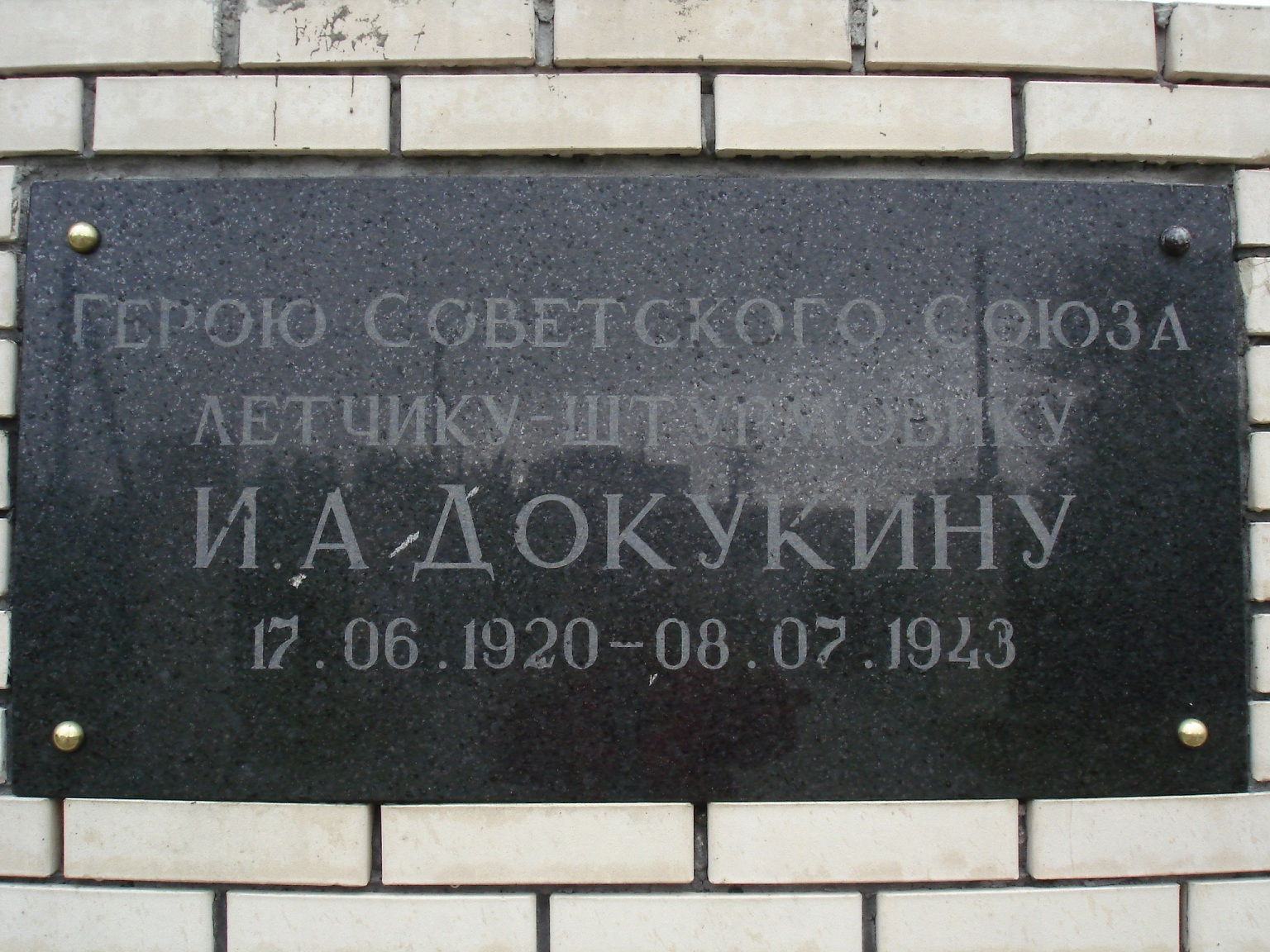
Мемориальная доска на памятнике

Идея создания памятника принадлежала мэру города Зверева — А. Н. Чумакову. Работы по созданию мемориального ансамбля (по эскизам зверевской художницы Елены Зубковой), возведенного на месте захоронения летчика, начались в 2009 году. Мемориал посвящён похороненным на этом месте воинам Великой Отечественной войны. Представляет собой тротуарные дорожки с асфальтовым покрытием; вход на его территорию выполнен в виде ворот с гранитными плитами, на которых выбиты имена похороненных здесь героев войны.
Открытие происходило с почётными гостями области: губернатором, священником. Были приглашены ученики начальной школы, для знания истории родного города.
Памятник находится на улице Советской, 1. Его торжественное открытие состоялось 6 мая 2010 года.

## Исторический фон
И. А. Докукин сразу после окончания Серпуховской военной авиационной школы лётчиков в июне 1941 года отправился на службу в Красную армию. Выполняя боевые вылеты на самолёте Ил-2, Докукин со своими боевыми товарищами успешно атаковал и уничтожал батальоны вражеской пехоты, танки и артиллерийские орудия, огневые точки, войсковой транспорт, блиндажи войск Вермахта, самолёты и аэродромы, занятые Люфтваффе. За Докукиным числилось самое большое количество боевых вылетов в своём подразделении, часто ему удавалось успешно справляться с боевыми заданиями в сложных метеоусловиях при плохой видимости, когда враг меньше всего ожидал удар с воздуха. Указом Президиума Верховного Совета СССР от 8 февраля 1943 года за образцовое выполнение боевых задач командования на фронте и проявленные при этом отвагу и геройство И. А. Докунину было присвоено звание Героя Советского Союза с вручением ордена Ленина и медали «Золотая Звезда». Летом 1943 года в воздушном бою над рекой Миус Докукин погиб. Самолёт не долетел до посадочной полосы несколько метров, все жители города Зверево видели яркую вспышку и падающие осколки. Памятник установлен над братской могилой, где похоронен лётчик.